# Mockumentary
Mockumentary ist ein Filmgenre und die Bezeichnung für fiktionale Dokumentarfilme, die deren Ansprüche auf Objektivität und kulturelle Relevanz parodiert, wobei sie sich mitunter darüber hinaus über das behandelte Thema sowie das gutgläubige Publikum lustig machen. In der Regel sind die entsprechenden Filme direkt als Mockumentaries erkennbar, wobei es aber auch Ausnahmen gibt, bei denen eine Aufklärung erst im Nachspann erfolgt.
Der Begriff ist ein Kofferwort aus englisch (to) mock = ‚vortäuschen‘ bzw. ‚verhöhnen‘ und documentary = ‚Dokumentarfilm‘.
In einer Mockumentary werden dabei satirisch scheinbar reale Vorgänge inszeniert, die mitunter mit real existierenden dokumentarischen Elementen vermischt sowie durch Found Footage fiktiv ergänzt werden. Klassische dokumentarische Stilmittel wie Interviews und Voiceover-Kommentare sind ebenso typisch wie die Beobachtung der Handlung mit verwackelten Handkameras oder die direkte Ansprache der beteiligten Darstellenden in fiktiven Interviewsituationen. Elemente der Komödie oder der Horrorkomödie treffen dabei mitunter auf Zynismus, Skepsis und Medienkritik, wobei unter Umständen gern das entsprechende Bewusstsein der Zuschauenden bewusst verstärkt wird.
Nicht als Mockumentary anzusehen sind „Pseudo-Dokus“ im Sinn von Scripted Reality, bei denen Dokumentationen nicht parodiert, sondern imitiert, nachgeahmt werden.

## Allgemeine Merkmale
Mockumentarys präsentieren sich z. B. als historische Dokumentarfilme aus bisher noch unveröffentlichtem Material mit talking heads, die vergangene Ereignisse erörtern oder als Cinéma vérité, wobei vorgegeben wird, ganz normale Menschen durch Abschnitte ihres Lebens zu begleiten. Dabei wird auch das verhältnismäßig junge Genre der Doku-Soaps oft parodiert.
Die Darstellungen bemühen sich um scheinbare Authentizität und weisen oft folgende Merkmale auf:
- nehmen Bezug auf wahre Gegebenheiten
- nehmen Bezug auf Gerüchte, mit denen manche Zuschauer bereits vertraut sind
- müssen in sich konsistent sein, es darf keine erkennbaren internen Widersprüche geben
- führen nur widerlegbare Gegenbeweise auf
- entsprechen aktuellen Klischees
- müssen sich einfach und verständlich weitererzählen lassen

Seltener angewandte Merkmale
- Es werden Interviews mit echten und bekannten Persönlichkeiten gezeigt, aber auch Interviews mit Schauspielern, die erfundene Rollen spielen.
- Die Interviews werden in sehr kurzen, raffiniert ausgewählten Schnipseln aneinandergefügt, sodass sie durch den anderen Kontext eine völlig neue, vom Interviewten nicht beabsichtigte Bedeutung bekommen.
- Bei Interviews in Sprachen, die den Zuschauern fremd sind, stimmen die Untertitel oder die Synchronisation inhaltlich nicht mit den tatsächlichen Aussagen des Interviewten überein.
- Die Präsentation vermischt authentische Ton- und Bildaufnahmen mit fiktiven Aussagen, die von einer als autoritativ wahrgenommenen Erzählstimme gesprochen werden und mit abgestimmter Musik untermalt sind.

In Mockumentarys, die vorgeben eine Reportage zu sein oder reportagenartige Bestandteile enthalten, setzen mitunter folgende Stilmittel ein:
- schlechte, wie improvisiert wirkende Ausleuchtung
- unruhige Kamera, grobe Auflösung, um billiges Filmmaterial vorzutäuschen
- bewusst laienhafte Darstellung seitens der Schauspieler, improvisierte Dialoge
- schlechter Ton

## Beispiele für Mockumentaries

### Filme
Zu den frühen erwähnenswerten Werken zählen Sequenzen aus Orson Welles’ Citizen Kane (1941), in dem Wochenschauen nachgestellt werden, sowie die Pseudo-Autobiografie David Holzman's Diary (1967) von Jim McBride. Weitere prominente Beispiele sind Woody Allens Dokumödie Zelig (1982), This Is Spinal Tap (1984) von Rob Reiner, wo eine (fiktive) britische Gruppe von Altrockern auf ihrer US-Tournee begleitet wird, und die belgische Serienmörder-Persiflage Mann beißt Hund (1992), aber auch der amerikanische Horrorfilm Blair Witch Project (1999)
Für seine 2002 entstandenen Mockumentary Kubrick, Nixon und der Mann im Mond, die sich mit Verschwörungstheorien über die „inszenierte“ Mondlandung befasst, wurde der französische Filmemacher William Karel 2003 mit dem Adolf-Grimme-Preis ausgezeichnet.

#### Filme bis 1979
| Jahr | Titel                    | Land | Handlung und sonstige Infos | Regie            | Quelle                  |
| ---- | ------------------------ | ---- | --- | ---------------- | ----------------------- |
| 1961 | The Connection           | USA  | Found-Footage-Film über einen verschwundenen Filmemacher | Shirley Clarke   | [ 4 ]                   |
| 1964 | Yeah! Yeah! Yeah!        | GB   | Beatles-Mockumentary | Richard Lester   | [ 4 ] [ 5 ] [ 6 ]       |
| 1967 | David Holzmans Tagebuch  | USA  | Pseudo-Autobiografie | Jim McBride      | [ 1 ]                   |
| 1967 | Privileg                 | GB   | Musikfilm über einen Rockstar und seine spektakuläre Show | Peter Watkins    | [ 4 ]                   |
| 1969 | Woody, der Unglücksrabe  | USA  | Lebensgeschichte eines unverbesserlichen Kriminellen | Woody Allen      | [ 2 ] [ 6 ]             |
| 1970 | Die Clowns               | IT   | halbdokumentarischer Film über Zirkusclowns | Federico Fellini | [ 4 ]                   |
| 1970 | Die Delegation           | BRD  | Science-Fiction-Mockumentary über UFOs, von einem angeblich tödlich verunglückten Reporter | Rainer Erler     |                         |
| 1970 | Das Millionenspiel       | BRD  | Fernsehshow, in der ein Kandidat eine Woche lang vor Auftragskillern flüchten muss | Tom Toelle       | [ 5 ] [ 6 ]             |
| 1971 | Strafpark                | USA  | Engl. Titel Punishment Park über die vorsorgliche Inhaftierung politisch Andersdenkender, die sich zwischen langjährigen Haftstrafen und einem Wettlauf gegen Sicherheitskräfte entscheiden müssen | Peter Watkins    | [ 2 ] [ 4 ] [ 5 ] [ 6 ] |
| 1975 | F wie Fälschung          | USA  | Mockumentary, die den Kunsthandel parodiert | Orson Welles     | [ 4 ] [ 5 ] [ 6 ]       |
| 1978 | All You Need Is Cash     | GB   | Beatles-Mockumentary, über eine fiktive Popgruppe The Rutles, Fortsetzung 2002: Can’t Buy Me Lunch                                                                                                 | Eric Idle        | [ 4 ] [ 7 ]             |
| 1978 | Vertical Features Remake | GB   | Found Footage-Independentfilm, um die fiktive Figur Tulse Luper, die auch in anderen Greenaway-Filmen vertreten ist                                                                                | Peter Greenaway  |                         |

#### Filme von 1980 bis 1999
| Jahr | Titel                        | Land              | Handlung und sonstige Infos | Regie                           | Quelle                              |
| ---- | ---------------------------- | ----------------- | --- | ------------------------------- | ----------------------------------- |
| 1982 | Zelig                        | USA               | Der Protagonist kann chamäleonhaft Aussehen und Verhalten seines jeweiligen Gegenübers annehmen                                               | Woody Allen                     | [ 1 ] [ 4 ] [ 5 ] [ 6 ] [ 7 ]       |
| 1984 | This Is Spinal Tap           | USA               | Geschichte über eine Hard-Rock-Band, Autor, Schauspieler und Regisseur Christopher Guest war danach an drei weiteren Mockumentaries beteiligt | Rob Reiner                      | [ 1 ] [ 4 ] [ 5 ] [ 6 ] [ 7 ] [ 8 ] |
| 1987 | The Return of Bruno          |                   | Fernsehfilm über einen fiktiven Musiker mit Bruce Willis in der Hauptrolle.                                                                   | James Yukich                    | [ 9 ]                               |
| 1989 | Leningrad Cowboys Go America | Finland, Schweden | Roadmovie über eine fiktive Rockband aus Sibirien, die hofft in den USA erfolgreicher zu werden, als sie es in ihrer Heimat ist               | Aki Kaurismäki                  | [ 10 ]                              |
| 1992 | Mann beißt Hund              | Belgien           | Film über einen Serienmörder, angeblich von einem Reporterteam aufgenommen, das ihn bei den Morden begleitet                                  | Rémy Belvaux, Benoît Poelvoorde | [ 1 ] [ 4 ] [ 5 ] [ 6 ] [ 7 ] [ 2 ] |
| 1992 | Das Fest des Huhnes          | Österreich        | Expeditionsdokumentation über die österreichischen Ureinwohner aus der Sicht eines afrikanischen Ethnologen                                   | Walter Wippersberg              |                                     |
| 1992 | Bob Roberts                  | USA               | Robbins parodiert einen fiktiven Wahlkampf zum amerikanischen Senat 1990                                                                      | Tim Robbins                     | [ 4 ] [ 5 ] [ 6 ] [ 8 ]             |
| 1993 | Schieß auf die Weißen        | USA               | über eine Gruppe von Gangsta-Rappern, Persiflage der machohaften Hip-Hop-Kultur                                                               | Rusty Cundieff                  | [ 4 ]                               |
| 1995 | Forgotten Silver             | Neuseeland        | Jackson berichtet alternativ über den Beginn der Filmgeschichte                                                                               | Peter Jackson                   | [ 7 ]                               |
| 1997 | Deckname Dennis              | D                 | ein als TV-Reporter getarnter Geheimagent blickt in die z. T. erschreckenden Abgründe der deutschen Gesellschaft                              | Thomas Frickel                  |                                     |
| 1999 | Blair Witch Project          | USA               | Found-Footage-Horrorfilm über Studenten, von denen mehrere in den Wäldern verschwanden                                                        | Daniel Myrick, Eduardo Sánchez  | [ 1 ] [ 5 ] [ 8 ] [ 2 ]             |
| 1999 | The Last Broadcast           | USA               | über die Legende des Teufels von New Jersey; Jersey Devil                                                                                     | Stefan Avalos, Lance Weiler     |                                     |
| 1999 | Gnadenlos schön              | USA               | Bissige Satire auf Schönheitswahn und Schönheitswettbewerbe                                                                                   | Michael Patrick Jann            | [ 4 ]                               |

#### Filme von 2000 bis 2009
| Jahr | Titel                                                                                             | Land       | Handlung und sonstige Infos                                                                                            | Regie              | Quelle                        |
| ---- | ------------------------------------------------------------------------------------------------- | ---------- | --- | ------------------ | ----------------------------- |
| 2000 | Best in Show                                                                                      | USA        | Hinter den Kulissen bei einer Hundeschau                                                                               | Christopher Guest  | [ 4 ] [ 7 ]                   |
| 2001 | Series 7 – Bist du bereit?                                                                        | USA        | Reality-TV-Satire | Daniel Minahan     | [ 2 ]                         |
| 2002 | Kubrick, Nixon und der Mann im Mond                                                               | FR         | Die Mondlandung hat angeblich nie stattgefunden und für gefälschte Szenen ist Stanley Kubrick verantwortlich           | William Karel      | [ 1 ] [ 4 ] [ 6 ]             |
| 2003 | A Mighty Wind                                                                                     | USA        | Film über drei Folk-Bands von und mit Guest, der auch für die Musik verantwortlich war                                 | Christopher Guest  | [ 4 ] [ 7 ]                   |
| 2004 | Incident at Loch Ness                                                                             | USA        | Dreharbeiten des Dokumentarfilmes The Enigma of Loch Ness scheitern katastrophal                                       | Werner Herzog      | [ 4 ]                         |
| 2004 | It’s All Gone Pete Tong                                                                           | USA/CAN    | Film über den fiktiven DJ Frankie Wilde                                                                                | Michael Dowse      | [ 7 ]                         |
| 2005 | The Naked Brothers Band: Der Film                                                                 | USA        | Film über eine sechsköpfige Kinderrockband                                                                             | Polly Draper       |                               |
| 2006 | Borat – Kulturelle Lernung von Amerika, um Benefiz für glorreiche Nation von Kasachstan zu machen | USA        | Kasachischer Fernsehreporter bereist die USA, um die dortigen Gebräuche und Gewohnheiten der Menschen zu studieren     | Larry Charles      | [ 3 ] [ 4 ] [ 6 ] [ 7 ] [ 8 ] |
| 2007 | Der Große Japaner – Dainipponjin                                                                  | Japan      | über einen Japaner, der durch Stromstöße zum Riesen wird und Monster jagt                                              | Hitoshi Matsumoto  |                               |
| 2008 | Das Wunder von Wien: Wir sind Europameister                                                       | Österreich | über den Sieg der Österreichischen Fußballnationalmannschaft bei der Fußball-Europameisterschaft 2008                  | David Schalko      |                               |
| 2008 | Die Eylandt Recherche                                                                             | D/ES       | halbfiktive Kino-Dokumentation über eine Legende in Duisburg                                                           | Michael W. Driesch |                               |
| 2008 | Cloverfield                                                                                       | USA        | Science-Fiction-Horrorfilm                                                                                             | Matt Reeves        | [ 2 ]                         |
| 2009 | Brüno                                                                                             | USA        | Sacha Baron Cohen geht als homosexueller, österreichischer Moderator an die Schmerzgrenze. In manchen Ländern verboten | Larry Charles      | [ 4 ] [ 11 ]                  |
| 2009 | Die vierte Art                                                                                    | USA        | Science-Fiction-Thriller mit Elementen einer Mockumentary                                                              | Olatunde Osunsanmi |                               |

#### Filme von 2010 bis 2019
| Jahr | Titel                      | Land       | Handlung und sonstige Infos | Regie                           | Quelle                  |
| ---- | -------------------------- | ---------- | --- | ------------------------------- | ----------------------- |
| 2010 | Exit Through the Gift Shop | GB         | Ein Filmemacher möchte eine Reportage über den Street-Art-Künstler Banksy drehen, doch der dreht den Spieß um                                     | Banksy                          | [ 6 ]                   |
| 2010 | Thomas, Thomas             | D          | Stadtarchivar Wolfgang Weber will beweisen, der Betreiber eines Ayurvedazentrums sei ein wiedergeborener irischer Bergbaupionier                  | Corinna Liedtke                 |                         |
| 2010 | I’m Still Here             | USA        | Film über die angeblich geplante Hip-Hop-Karriere von Joaquin Phoenix                                                                             | Casey Affleck                   | [ 4 ] [ 6 ]             |
| 2010 | Trollhunter                | Norwegen   | über Norwegens einzigen Trolljäger und die Bemühungen der Regierung die Existenz von Trollen zu verheimlichen                                     | André Øvredal                   | [ 6 ]                   |
| 2011 | Apollo 18                  | USA        | Found Footage-Horrorfilm über eine geheime Mondlandung des Apollo-Programms                                                                       | Gonzalo López-Gallego           |                         |
| 2011 | Il Mundial Dimenticato     | IT         | die Fußball-Weltmeisterschaft von 1942 wurde angeblich vergessen – mit dem Fußball-Nationalteam der Mapuche als Held                              | Lorenzo Garzella                |                         |
| 2012 | Fraktus                    | D          | Musik-Dokumentation über die fiktive Band Fraktus, die angeblichen Erfinder elektronischer Musik (dargestellt von der Comedy-Gruppe Studio Braun) | Lars Jessen                     | [ 6 ]                   |
| 2012 | This Ain’t California      | D          | Mockumentary über die vermeintliche Rollbrett-Szene in der DDR                                                                                    | Marten Persiel                  |                         |
| 2012 | Image Problem              | CH         | Steuerprobleme, Bankgeheimnis usw.; um ihr Imageproblem in den Griff zu bekommen, braucht die Schweiz einen Werbefilm                             | Simon Baumann, Andreas Pfiffner |                         |
| 2014 | 5 Zimmer Küche Sarg        | Neuseeland | Horrorkomödie, in der Dokumentarfilmer aus einer Vampir-Wohngemeinschaft berichten                                                                | Jemaine Clement, Taika Waititi  | [ 5 ] [ 4 ] [ 6 ] [ 7 ] |
| 2016 | Operation Naked            | D          | Fernsehfilm über die Einführung von Datenbrillen und die gesellschaftlichen Folgen. Nebenrollen für Claus Kleber, Jan Böhmermann und Dunja Hayali | Mario Sixtus                    |                         |

#### Filme ab 2020
| Jahr | Titel                                              | Land | Handlung und sonstige Infos | Regie         | Quelle |
| ---- | -------------------------------------------------- | ---- | --- | ------------- | ------ |
| 2020 | Sie waren mal Stars                                | D    | Film über die angeblich geplante YouTube-Karriere von Holger Bülow und David Kramer | Malte Wirtz   |        |
| 2020 | Borat Anschluss Moviefilm                          | USA  | Sequel zum Borat-Film aus 2006 | Jason Woliner |        |
| 2021 | Schatten der Geschichte: Hitlers geheime Biowaffen | D    | Diese Mockumentary geht der Frage nach, ob es Wissenschaftlern im 3. Reich gelungen war, Haie zum Fliegen zu bringen. Die Reichsflughaie sollten Hitlers letzte Hoffnung auf den Endsieg werden. | Marc Fehse    |        |
| 2023 | Olaf Jagger                                        | D    | Olaf Schubert erhält Hinweise, dass Mick Jagger sein Vater ist und geht verschiedenen Hinweisen nach                                                                                             | Heike Fink    |        |

### Kurzfilme
| Jahr | Titel                                                 | Land    | Handlung und sonstige Infos | Regie                               | Quelle                |
| ---- | ----------------------------------------------------- | ------- | --- | ----------------------------------- | --------------------- |
| 1933 | Las Hurdes: Tierra Sin Pan                            | ES      | Kurzfilm, englischer Titel: Land without Bread, die Echtheit des Films ist zum Teil umstritten                                                        | Luis Buñuel                         | [ 4 ] [ 5 ]           |
| 1935 | How to Sleep                                          | USA     | Kurzfilm über einen Matratzenhersteller, der eine Schlafstudie in Auftrag gibt                                                                        | Nick Grinde                         | [ 5 ]                 |
| 1957 | Spaghetti Harvest                                     | GB      | 3-minütiger Kurzfilm, Aprilscherz | BBC                                 | [ 8 ]                 |
| 1965 | The War Game                                          | GB      | Kurzspielfilm (46 min.), Dystopie im Stile eines Dokumentarberichtes, über einen fiktiven nuklearen Angriff auf Großbritannien                        | Peter Watkins                       | jetzt z. B. bei Vimeo |
| 1999 | The Connection                                        | Island  | Der fiktive, isländischen TV-Sender Humani TV setzt sich mit dem Thema Überwachung im öffentlichen Raum auseinander                                   | Jérôme Scemla                       |                       |
| 1999 | Als Hitchcock in Auerstedt auf Eiermanns Else traf    | D       | über das fiktive Zusammentreffen von Alfred Hitchcock und der Auerstedterin Else Eiermann, das ihn zu seinem Meisterwerk Psycho inspiriert haben soll | Birgit Lehmann                      | [ 12 ]                |
| 2000 | Staplerfahrer Klaus – Der erste Arbeitstag            | D       | Parodie auf Lehrfilme über Arbeitssicherheit und Unfallverhütungsvorschriften mit Splatter-Elementen                                                  | Stefan Prehn, Jörg Wagner           | [ 6 ]                 |
| 2002 | www.betreuteLoecher.de                                | D       | Kurzfilm über eine Lochforscherin | Helmut Schulzeck, Maria-Debora Wolf |                       |
| 2008 | Die Schneider Krankheit                               | Spanien | 1958 macht ein sowjetisches Raumschiff eine Bruchlandung in der BRD                                                                                   | Javier Chillon                      |                       |
| 2002 | Der schwarze Kanal kehrt zurück                       | D       | das Ende der DDR war in dieser Historiendoku Teil eines geheimen Plans zum Endsieg des Sozialismus                                                    | Werner Martin Doyé, Andreas Wiemers | [ 13 ]                |
| 2015 | Schorsch Aigner – Der Mann, der Franz Beckenbauer war | D       | über den fiktiven Hans-Georg „Schorsch“ Aigner, der als Doppelgänger für Franz Beckenbauer auftritt                                                   | Olli Dittrich                       |                       |

### Serien
Zu den frühen erwähnenswerten Werken gehört die australische Serie The Games (1998–2000). Hier wird vorgegeben, das Organisationskomitee der Olympischen Sommerspiele 2000 mit einem Aufnahmeteam zu begleiten, wodurch nach und nach Korruption, unethisches Verhalten und bürokratische Unfähigkeit im öffentlichen Dienst von New South Wales ans Licht kommen. Für komische Mockumentary-Serien schlug der Fernsehwissenschaftler Brett Mills 2004 den Begriff Comedy Verite als alternative Bezeichnung vor.
- The Office (GB 2001), in dieser britischen Fernsehserie wird vorgeblich das Leben in einem Großraumbüro der Papier-Großhandelsfirma Wernham Hogg in Slough dokumentiert
- Trailer Park Boys, (Kanada 2001–2007), Mockumentary über Bewohner eines Trailer-Parks
- Stromberg (durch The Office inspiriert)
- Reno 911!, eine Parodie auf die Polizeidokumentation COPS
- Alles in Ordnung – Mit dem Wahnsinn auf Streife, eine Parodie auf die Polizeidokumentation Ärger im Revier
- Die 4 da – Kärnten III, Mockumentary über die Wiedervereinigung Österreichs mit Kärnten
- The Naked Brothers Band – Junge Rockstars privat, (USA 2007), Mockumentary über eine Kinderrockband, die Kamera begleitet die jungen Stars überall und nimmt das Starleben mit Satire und Ironie aufs Korn
- Modern Family, (2009–2020), US-amerikanische Mockumentary-Comedy mit Ed O’Neill als Familienvater Jay Pritchett
- Parks and Recreation, (2009–2015), US-amerikanische Mockumentary-Comedy, die den Arbeitsalltag in der Parks and Recreation-Behörde der fiktiven Stadt Pawnee begleitet
- Pure Pwnage, eine ehemals Internet- jetzt TV-Serie, die das Leben eines Pro-Gamers parodiert
- Come Fly with Me (GB 2010), britische Comedy mit Matt Lucas und David Walliams über die Menschen auf einem fiktiven Flughafen
- Schlawiner (Österreich 2011)
- Endlich Deutsch!, (WDR 2014), Vierteiler über einen Einbürgerungskurs für Migranten aus verschiedenen Ländern
- Producer, südkoreanische Serie von KBS
- People Just Do Nothing (GB 2012 ff), BBC-Serie über den Londoner Piratensender Kurupt FM
- Ellerbeck, (Deutschland 2015), Sitcom über den Alltag der Bürgermeisterin (Cordula Stratmann) einer fiktiven Kleinstadt im Emsland
- American Vandal (USA 2017–2018), Serie parodiert True-Crime-Dokumentarserien wie Making a Murderer und Serial
- High School Musical: Das Musical: Die Serie, (USA 2019), Drama Musical Serie über die Inszenierung von High School Musical
- How to Tatort (Deutschland 2020), Mockumentary-Miniserie der ARD u. a. mit Luise Wolfram über das neue Tatort-Team aus Bremen, das bei Dreharbeiten in kuriose fiktive Begebenheiten gerät
- Die Discounter (Deutschland 2021), für Amazon Prime Video produzierte Serie über den fiktiven Discounter Feinkost Kolinski nach dem Vorbild der niederländischen Fernsehserie Vakkenvullers und in Anlehnung an die US-Mockumentary Superstore.[15]
- Player of Ibizia (Deutschland 2024), eine Serie der ARD, die sich als Satire auf Reality-TV-Shows versteht und vorgibt, einen Blick hinter die Kulissen einer solchen Produktion zu werfen. Der Humor resultiert dabei aus den chaotischen Verhältnissen beim Dreh eines solchen Formats, mit denen die Producerin Amelie (Larissa Sirah Herden) Tag für Tag konfrontiert ist.
- 1670 (Polen 2023), eine polnische Historienserie, die den Alltag der Menschen im ländlichen Polen des 17. Jahrhunderts karikiert.

### „Schlagzeilen“
- Krieg der Welten, ein Hörspiel von Orson Welles aus dem Jahr 1938
- Smog, eine 1973 vom WDR ausgestrahlte, fiktive „Hier-und-Heute“-Sondersendung, die über die zunehmende Luftverschmutzung im Ruhrgebiet „berichtete“
- Special Bulletin (1983), fiktive Sondersendung über die Erpressung der USA durch eine von Terroristen gebaute Atombombe in Charleston
- Bye Bye Belgium (2006), im Stil einer Sondersendung aufgemachte „Berichterstattung“ über die angebliche Teilung Belgiens
- The Centrifuge Brain Project (D 2011), als Reportage angelegter Kurzfilm über eine wissenschaftliche Untersuchung anhand unmöglicher Kirmesgeräte